# Maghirib Ans (huyện)
Huyện Maghirib Ans là một huyện thuộc tỉnh Dhamar, Yemen. Đến thời điểm năm 2003, huyện này có dân số 53261 người